# Hengqin Life WTA Elite Trophy Zhuhai 2017
Die Hengqin Life WTA Elite Trophy Zhuhai 2017 waren ein von der WTA ausgetragenes Tennisturnier für Damen im Rahmen der WTA Tour 2017 und das zweite Saisonabschlussturnier neben den WTA Championships 2017.
Das Turnier, das 2015 erstmals als Nachfolgeturnier der WTA Tournament of Champions ausgetragen wurde, fand vom 31. Oktober bis 5. November 2017 in der chinesischen Stadt Zhuhai statt.

## Preisgeld und Punkte
Das Preisgeld betrug insgesamt 2,28 Millionen US-Dollar. Im Doppel wurden die genannten Preisgelder pro Team ausgezahlt. Weltranglistenpunkte wurden im Doppel nicht vergeben.
| Einzel                      | Einzel      | Einzel |
| Runde                       | Preisgeld   | Punkte |
| --------------------------- | ----------- | ------ |
| Turniersiegerin             | + 450.000 $ | + 460  |
| Halbfinalsiegerin           | + 150.000 $ | + 200  |
| Halbfinalistin              | + 15.000 $  |        |
| Gruppenphase pro Sieg       | + 92.500 $  | + 120  |
| Gruppenphase pro Niederlage | + 20.000 $  | + 40   |
| Antrittsgelder              |             |        |
| Ersatzspielerin             | 10.000 $    |        |

| Doppel                      | Doppel     | Doppel |
| Runde                       | Preisgeld  |        |
| --------------------------- | ---------- | ------ |
| Turniersiegerinnen          | + 20.000 $ |        |
| Finalistinnen               | + 10.000 $ |        |
| Gruppenphase pro Sieg       | + 5.000 $  |        |
| Gruppenphase pro Niederlage | —          |        |
| Antrittsgelder              |            |        |
| Hauptfeld                   | 15.000 $   |        |

## Einzel

### Qualifikation
Teilnahmeberechtigt waren die am 23. Oktober 2017 in der Einzel-Weltrangliste auf Platz 9 bis Platz 19 stehenden elf Tennisspielerinnen. Da die neuntplatzierte Johanna Konta verletzungsbedingt nicht teilnehmen konnte, ergab sich eine Verschiebung auf die Plätze 10 bis 20. Weil die auf der Tabelle rot markierten Spielerinnen absagten, rückten die nächstrangigen nach. Außerdem wurde eine Wildcard vergeben, die an Peng Shuai ging.
| WTA-Weltrangliste im Einzel | WTA-Weltrangliste im Einzel  | WTA-Weltrangliste im Einzel | WTA-Weltrangliste im Einzel | WTA-Weltrangliste im Einzel                |
| #                           | Spielerin                    | Punkte                      | Turniere                    | Anmerkungen                                |
| --------------------------- | ---------------------------- | --------------------------- | --------------------------- | ------------------------------------------ |
| 9                           | Johanna Konta                | 3610                        | 20                          | Saison verletzungsbedingt beendet          |
| 10                          | Kristina Mladenovic          | 2885                        | 25                          |                                            |
| 11                          | Swetlana Kusnezowa           | 2856                        | 17                          |                                            |
| 12                          | Coco Vandeweghe              | 2819                        | 17                          |                                            |
| 13                          | Sloane Stephens              | 2722                        | 10                          |                                            |
| 14                          | Anastassija Pawljutschenkowa | 2425                        | 25                          |                                            |
| 15                          | Anastasija Sevastova         | 2295                        | 24                          |                                            |
| 16                          | Madison Keys                 | 2213                        | 14                          |                                            |
| 17                          | Jelena Wesnina               | 2195                        | 24                          |                                            |
| 18                          | Julia Görges                 | 2060                        | 23                          |                                            |
| 19                          | Angelique Kerber             | 2042                        | 21                          |                                            |
| 20                          | Ashleigh Barty               | 2031                        | 17                          |                                            |
| 21                          | Serena Williams              | 2030                        | 2                           | Saison wegen ihrer Schwangerschaft beendet |
| 22                          | Magdaléna Rybáriková         | 1999                        | 19                          |                                            |
| 23                          | Barbora Strýcová             | 1965                        | 24                          |                                            |
| 24                          | Darja Kassatkina             | 1950                        | 22                          |                                            |
| 25                          | Daria Gavrilova              | 1865                        | 23                          |                                            |
| 26                          | Dominika Cibulková           | 1860                        | 22                          |                                            |
| 27                          | Peng Shuai                   | 1745                        | 26                          | erhielt die Wildcard                       |

### Austragungsmodus
Der Einzelwettbewerb wurde in vier Gruppen von je drei Spielerinnen ausgetragen, wovon sich die vier Gruppensiegerinnen direkt für das Halbfinale qualifizierten.

### Setzliste
| Nr. | Spielerin                    | Erreichte Runde |
| --- | ---------------------------- | --------------- |
| 01. | Kristina Mladenovic          | Round Robin     |
| 02. | Coco Vandeweghe              | Finale          |
| 03. | Sloane Stephens              | Round Robin     |
| 04. | Anastassija Pawljutschenkowa | Round Robin     |
| 05. | Anastasija Sevastova         | Halbfinale      |
| 06. | Jelena Wesnina               | Round Robin     |

| Nr. | Spielerin            | Erreichte Runde |
| --- | -------------------- | --------------- |
| 07. | Julia Görges         | Sieg            |
| 08. | Angelique Kerber     | Round Robin     |
| 09. | Ashleigh Barty       | Halbfinale      |
| 10. | Magdaléna Rybáriková | Round Robin     |
| 11. | Barbora Strýcová     | Round Robin     |
| 12. | Peng Shuai           | Round Robin     |

### Ergebnisse

#### Halbfinale, Finale
|  | Halbfinale | Halbfinale           | Halbfinale | Halbfinale | Halbfinale |  |  | Finale | Finale          | Finale | Finale | Finale |
|  |            |                      |            |            |            |  |  |        |                 |        |        |        |
|  |            |                      |            |            |            |  |  |        |                 |        |        |        |
|  | 2          | Coco Vandeweghe      | 6          | 6          |            |  |  |        |                 |        |        |        |
|  | 9          | Ashleigh Barty       | 3          | 3          |            |  |  |        |                 |        |        |        |
|  |            |                      |            |            |            |  |  | 2      | Coco Vandeweghe | 5      | 1      |        |
|  |            |                      |            |            |            |  |  | 7      | Julia Görges    | 7      | 6      |        |
|  | 7          | Julia Görges         | 6          | 6          |            |  |  |        |                 |        |        |        |
|  | 5          | Anastasija Sevastova | 3          | 3          |            |  |  |        |                 |        |        |        |
|  |            |                      |            |            |            |  |  |        |                 |        |        |        |

#### Azalea Gruppe
|    |                      | Mladenovic     | Görges    | Rybáriková     | Round Robin S-N | Sätze S-N | Spiele S-N | Pos. |
| 1  | Kristina Mladenovic  |                | 2:6, 6:74 | 5:7, 6:1, 6:75 | 0:2             | 1:4       | 25:28      | 3    |
| 7  | Julia Görges         | 6:2, 7:64      |           | 6:1, 7:65      | 2:0             | 4:0       | 26:15      | 1    |
| 10 | Magdaléna Rybáriková | 7:5, 1:6, 7:65 | 1:6, 6:75 |                | 1:1             | 2:3       | 22:30      | 2    |

#### Bougainvillea Gruppe
|       |                 | Vandeweghe    | Wesnina      | Peng          | Round Robin S-N | Sätze S-N | Spiele S-N | Pos. |
| 2     | Coco Vandeweghe |               | 6:3, 6:2     | 3:6, 6:3, 6:2 | 2:0             | 4:1       | 27:16      | 1    |
| 6     | Jelena Wesnina  | 3:6, 2:6      |              | 2:6, 0:1 A 1  | 0:2             | 0:4       | 7:19       | 3    |
| 12 WC | Peng Shuai      | 6:3, 3:6, 2:6 | 6:2, 1:0 A 1 |               | 1:1             | 3:2       | 18:17      | 2    |

#### Camellia Gruppe
|    |                      | Stephens | Sevastova | Strýcová | Round Robin S-N | Sätze S-N | Spiele S-N | Pos. |
| 3  | Sloane Stephens      |          | 5:7, 3:6  | 0:5 A 1  | 0:2             | 0:2       | 8:18       | 3    |
| 5  | Anastasija Sevastova | 7:5, 6:3 |           | 6:3, 6:4 | 2:0             | 4:0       | 25:15      | 1    |
| 11 | Barbora Strýcová     | 5:0 A 1  | 3:6, 4:6  |          | 1:1             | 0:2       | 12:12      | 2    |

#### Rose Gruppe
|   |                              | Pawljutschenkowa | Kerber        | Barty    | Round Robin S-N | Sätze S-N | Spiele S-N | Pos. |
| 4 | Anastassija Pawljutschenkowa |                  | 6:3, 3:6, 6:2 | 4:6, 1:6 | 1:1             | 2:3       | 20:23      | 2    |
| 8 | Angelique Kerber             | 3:6, 6:3, 2:6    |               | 3:6, 4:6 | 0:2             | 1:4       | 18:27      | 3    |
| 9 | Ashleigh Barty               | 6:4, 6:1         | 6:3, 6:4      |          | 2:0             | 4:0       | 24:12      | 1    |

 1 A = Aufgabe

## Doppel

### Austragungsmodus
Im Doppel wurde ebenfalls einer Gruppenphase mit zwei Gruppen im Round-Robin-Modus ausgetragen. Die jeweiligen Gruppensieger qualifizierten sich direkt für das Finale.

### Setzliste
| Nr. | Paarung                     | Erreichte Runde |
| --- | --------------------------- | --------------- |
| 01. | Raluca Olaru Olha Sawtschuk | Round Robin     |
| 02. | Alicja Rosolska Anna Smith  | Round Robin     |
| 03. | Yang Zhaoxuan Liang Chen    | Round Robin     |
| 04. | Zhang Shuai Lu Jingjing     | Finale          |
| 05. | Tang Qianhui Jiang Xinyu    | Round Robin     |
| 06. | Duan Yingying Han Xinyun    | Sieg            |

### Ergebnisse

#### Finale
|  | Finale |                          |   |   |  |
|  |        |                          |   |   |  |
|  | 4      | Zhang Shuai Lu Jingjing  | 2 | 1 |  |
|  | 6      | Duan Yingying Han Xinyun | 6 | 6 |  |
|  |        |                          |   |   |  |

#### Lotus Gruppe
|   |                             | Olaru Sawtschuk  | Yang Liang | Duan Han         | Round Robin S-N | Sätze S-N | Spiele S-N | Pos. |
| 1 | Raluca Olaru Olha Sawtschuk |                  | 6:3, 7:63  | 3:6, 7:5, [7:10] | 1:1             | 3:2       | 23:21      | 2    |
| 3 | Yang Zhaoxuan Liang Chen    | 3:6, 6:73        |            | 6:72, 4:6        | 0:2             | 0:4       | 19:26      | 3    |
| 6 | Duan Yingying Han Xinyun    | 6:3, 5:7, [10:7] | 7:62, 6:4  |                  | 2:0             | 4:1       | 25:20      | 1    |

#### Orchid Gruppe
|   |                            | Rosolska Smith   | Zhang Lu  | Tang Jiang       | Round Robin S-N | Sätze S-N | Spiele S-N | Pos. |
| 2 | Alicja Rosolska Anna Smith |                  | 3:6, 1:6  | 3:6, 6:4, [6:10] | 0:2             | 1:4       | 13:23      | 3    |
| 4 | Zhang Shuai Lu Jingjing    | 6:3, 6:1         |           | 7:63, 6:3        | 2:0             | 4:0       | 25:13      | 1    |
| 5 | Tang Qianhui Jiang Xinyu   | 6:3, 4:6, [10:6] | 6:73, 3:6 |                  | 1:1             | 2:3       | 20:22      | 2    |